# Росанна Томюк
Росанна Томюк (англ. Rosanna Tomiuk, 1 жовтня 1984) — канадська ватерполістка.
Призерка Чемпіонату світу з водних видів спорту 2009 року.
Призерка Панамериканських ігор 2007, 2011 років.